# Jan Józefowicz
Jan Józefowicz-Hlebicki herbu Leliwa – starosta orszański w 1746 roku, pułkownik chorągwi petyhorskiej Buławy Polnej Wielkiego Księstwa Litewskiego w 1760 roku.
W 1756 roku wybrany posłem na sejm z powiatu orszańskiego. W 1764 roku jako pułkownik powiatu orszańskiego podpisał konfederację Wielkiego Księstwa Litewskiego.
Był synem kasztelana mińskiego Aleksandra i Dominiki z  Massalskich. Ożeniony z Heleną Nowacką, miał z nią syna Wincentego.